# Volo American Airlines 331
Il volo American Airlines 331 era un collegamento passeggeri internazionale di linea dall'aeroporto Nazionale di Washington-Ronald Reagan, Stati Uniti, all'aeroporto Internazionale Norman Manley, Giamaica, con scalo intermedio all'aeroporto Internazionale di Miami, Stati Uniti. Il 22 dicembre 2009, un Boeing 737-800 operante il volo uscì di pista durante l'atterraggio a Kingston in pessime condizioni meteorologiche, andando a finire sulla spiaggia oltre l'aeroporto. Non ci furono vittime, ma in 85 rimasero feriti.
Le cause principali dell'incidente furono la velocità troppo elevata e l'atterraggio a 4 000 piedi (1 200 m) dalla testata della pista. I fattori che contribuirono includevano l'incapacità di American Airlines di fornire addestramento sugli atterraggi con vento in coda e la mancata attuazione della precedente raccomandazione del NTSB, a seguito di un precedente incidente mortale che coinvolgeva un tentativo di atterraggio con vento in coda, sul quale la FAA raccomandava agli operatori commerciali di addestrare gli equipaggi.

## L'aereo
Il velivolo coinvolto era un Boeing 737-823, marche N977AN, numero di serie 29550, numero di linea 1019. Volò per la prima volta il 30 novembre 2001 e venne consegnato ad American Airlines nel dicembre successivo. Era equipaggiato con 2 motori turboventola CFMI CFM56-7B27. Al momento dell'incidente, l'aereo aveva otto anni e aveva accumulato 24 610 ore di volo in 10 402 cicli di decollo-atterraggio.

## L'equipaggio
Il comandante era Brian Cole, 49 anni, che era entrato in American Airlines nel 1986. In precedenza aveva prestato servizio come comandante su Boeing 727 ed era stato promosso a capitano di 737 quando la compagnia aerea ritirò i suoi 727. Il capitano Cole aveva 11 147 ore di esperienza di volo, delle quali 2 727 su Boeing 737, e aveva avuto precedenti esperienze di atterraggio sulla pista 12 a Kingston durante pessime condizioni meteo.
Il primo ufficiale, Daniel Billingsley, lavorava per American Airlines dal 1998, inizialmente prestando servizio come primo ufficiale su Boeing 727. Diventò primo ufficiale su Boeing 737 nel 2002. Billingsley aveva 6 120 ore di volo, di cui 5 027 su Boeing 737. Entrambi i piloti avevano precedentemente volato insieme. Il primo ufficiale Billingsley dichiarò di "essere molto a suo agio nel volare" con il comandante Cole.

## I passeggeri
Secondo il Dipartimento di Stato degli Stati Uniti, 76 dei passeggeri a bordo erano americani.
Sebbene 92 persone vennero portate in ospedale, non furono riportate feriti mortali.
I rapporti dalla Giamaica indicavano che al 28 dicembre 2009, la maggior parte delle proprietà dei passeggeri e dell'equipaggio doveva ancora essere restituita a causa delle indagini; American Airlines fornì a ogni passeggero 5.000 USD per compensare la lunga attesa del bagaglio.

## L'incidente
Il volo partì dall'aeroporto Nazionale di Washington-Ronald Reagan, Washington DC, con scalo all'aeroporto internazionale di Miami, Miami, Florida. Alle 22:22 ora locale (03:22, 23 dicembre UTC), il Boeing 737-823 sbandò durante l'atterraggio sulla pista 12 e uscì di pista, subendo gravi danni. All'epoca erano segnalate forti piogge. Dopo l'incidente, fu pubblicato uno speciale bollettino meteorologico.
Alcuni passeggeri indicarono che il servizio in cabina era stato sospeso più volte durante il volo, prima di essere cancellato a titolo definitivo a causa delle turbolenze; altri riferirono che il jet potrebbe essere atterrato lungo sulla pista.
Era stato anche comunicato che alcune luci di avvicinamento dell'aeroporto non funzionavano al momento dell'incidente. I funzionari giamaicani minimizzarono il ruolo delle luci malfunzionanti nell'incidente, facendo notare che gli equipaggi erano stati informati e che la pista era adeguatamente illuminata. Gli aiuti alla navigazione a terra vennero valutati da un altro aereo dopo l'incidente e venne stabilito che funzionavano normalmente.
L'aereo subì danni sostanziali durante l'incidente, con l'intera fusoliera che si spezzò davanti e dietro l'ala; una di queste perse un motore e l'altra l'aletta d'estremità. La sezione del muso venne schiacciata e il carrello di atterraggio collassò. Il suo slancio portò il 737 oltre la recinzione perimetrale e attraverso la Norman Manley Highway prima fermarsi a pochi metri dal porto di Kingston e dal Mar dei Caraibi. Il Boeing fu danneggiato irreparabilmente e venne in seguito demolito. L'incidente rappresenta la sesta perdita di un Boeing 737-800.

## Le indagini
Sebbene l'aeroporto fosse stato chiuso dopo l'incidente, ritardando circa 400 viaggiatori, venne riaperto con una lunghezza di pista disponibile ridotta a causa della sezione di coda del 737 incidentato. I voli più grandi vennero dirottati all'aeroporto di Montego Bay per due giorni.
Un'indagine sull'incidente venne avviata dal National Transportation Safety Board, che inviò una squadra per assistere i funzionari della Jamaica Civil Aviation Authority. Anche American Airlines inviò una squadra per assistere gli altri investigatori.
I rapporti successivi mostrarono che l'equipaggio aveva contattato il controllo del traffico aereo della Giamaica per richiedere l'avvicinamento tramite il sistema di atterraggio strumentale (ILS) della pista 12, quella designata trasmessa dall'Automatic Terminal Information Service (ATIS) per gli arrivi quella notte. Tuttavia, i piloti vennero informati delle condizioni di vento in coda sulla pista 12 e gli venne offerto un avvicinamento circolare per l'atterraggio sulla pista 30. L'equipaggio richiese nuovamente di poter atterrare sulla pista 12 e fu successivamente autorizzato, con il controllore che li avvisò che la pista era bagnata.
Il direttore generale dell'aviazione civile giamaicano , il colonnello Oscar Derby, dichiarò nella settimana successiva all'incidente che il jet era atterrato a circa metà della pista. Altri fattori che erano oggetto di indagine includevano "il vento in coda e la pista bagnata dalla pioggia"; la pista in questione non era dotata di solchi per la dispersione della pioggia, comuni negli aeroporti più grandi. L'aereo aveva un carico di carburante relativamente pesante al momento dell'atterraggio; trasportava abbastanza carburante per un volo di andata e ritorno negli Stati Uniti.
Il FDR rivelò successivamente che l'aereo era atterrato a circa 1 200 metri dalla testata della pista, lunga in totale 2 720 metri. Normalmente l'atterraggio sarebbe compreso tra 300 e 460 metri. Il 737 stava ancora viaggiando a 65 nodi (120 km/h) quando uscì dalla pista. L'aereo atterrò con un vento in coda di 14 nodi (26 km/h), appena entro il limite di 15 nodi (28 km/h).
Dopo l'incidente venne annunciato che American Airlines era coinvolta in una revisione della FAA riguardo alle procedure di atterraggio della compagnia a seguito di tre incidenti in due settimane; negli altri due casi la punta delle ali dell'aereo aveva toccato il suolo durante l'atterraggio. Durante le indagini, nelle interviste post-incidente, i piloti riferirono al NTSB di non aver ricevuto alcuna formazione sulla conduzione di atterraggi in condizioni di vento in coda. Inoltre, altri piloti di American Airlines dissero all'NTSB che non avevano ricevuto addestramento al simulatore sugli atterraggi con vento in coda o indicazioni sui rischi di uscita di pista associati.

## Conseguenze

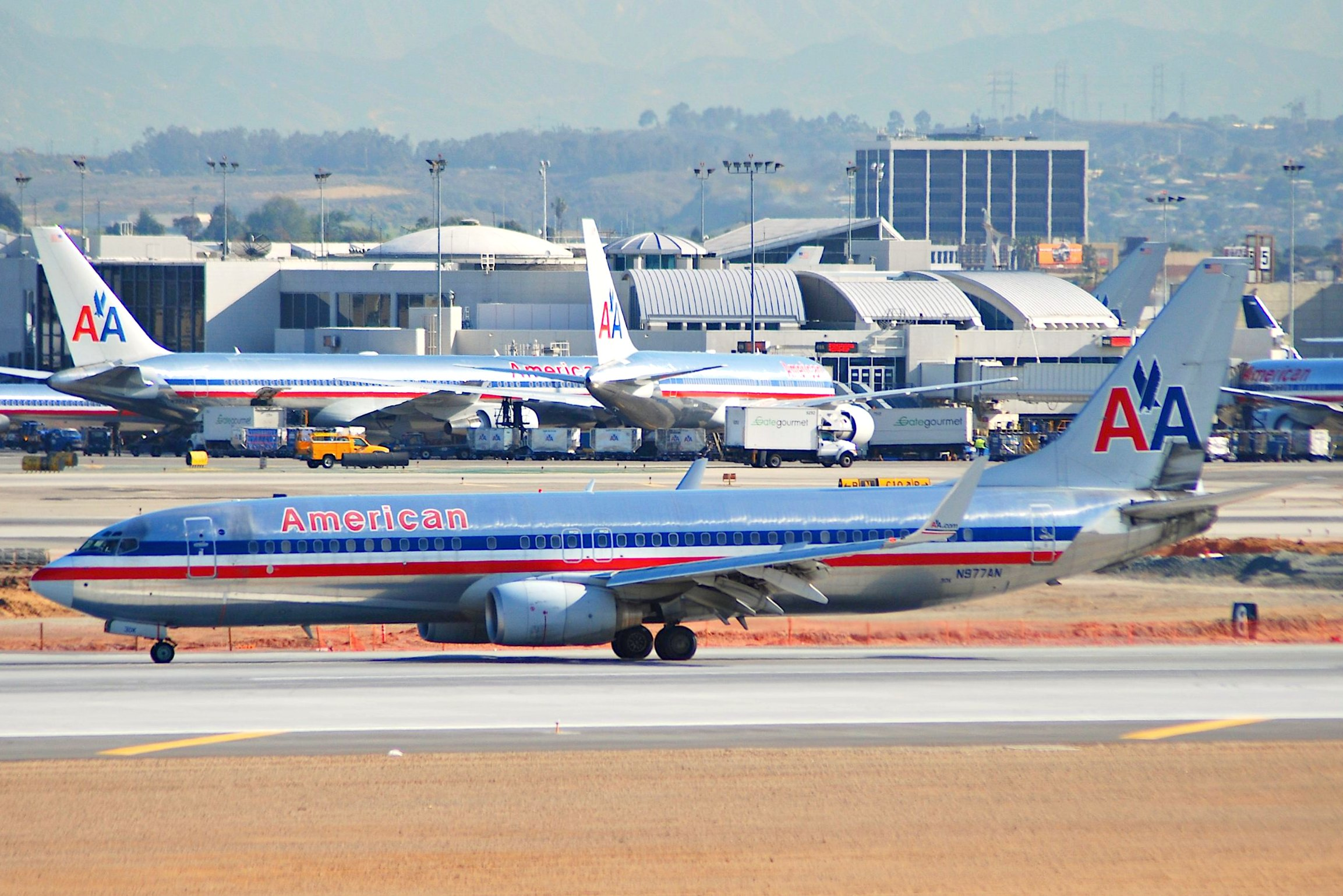
Il Boeing 737 coinvolto nell'incidente, fotografato nel 2007.

Il 7 dicembre 2011, l'NTSB emise una raccomandazione di sicurezza basata sui risultati delle indagini sullo schianto del volo 331. L'NTSB raccomandò alla FAA di intraprendere azioni per garantire un'adeguata formazione dei piloti nei programmi di addestramento al simulatore su avvicinamenti e atterraggi con vento in coda, in particolare su piste bagnate o contaminate, e rivedere i suoi avvisi sulla prevenzione delle uscite di pista per includere una discussione sui rischi associati agli atterraggi con vento in coda.
L'NTSB ribadì anche la sua precedente raccomandazione, formulata in seguito allo schianto del volo Southwest Airlines 1248, secondo cui la FAA dovrebbe richiedere ai piloti delle compagnie aeree di eseguire valutazioni sulla distanza di atterraggio includenti un margine di sicurezza conservativo. L'NTSB osservò che, sebbene la FAA avesse proposto tale regola, gli operatori non erano ancora tenuti a conformarsi e molti operatori, inclusa American Airlines, non lo erano al momento dell'incidente del volo 331. Di conseguenza, la raccomandazione di sicurezza dell'NTSB venne reiterata e riclassificata come "Risposta aperta - inaccettabile".
Il 2 maggio 2014, la JCAA pubblicò il suo rapporto finale, che identificò molteplici cause e fattori contribuenti al verificarsi dell'incidente:
- all'equipaggio del volo 331 non venne fornito un rapporto accurato e aggiornato sulle condizioni della pista a Kingston;
- l'equipaggio non esaminò le opzioni di avvicinamento e, di conseguenza, non era a conoscenza di un avviso di acqua stagnante all'aeroporto di Kingston e non selezionò la pista più adatta per l'atterraggio;
- l'equipaggio decise di atterrare sotto la pioggia battente su una pista bagnata con un vento in coda vicino ai limiti;
- l'equipaggio non utilizzò il livello massimo di autobrake o flap disponibili;
- l'aereo atterrò a oltre 4.000 piedi dalla testata della pista.

Come l'NTSB, anche la JCAA raccomandò agli equipaggi di eseguire valutazioni sulla distanza di atterraggio includenti un margine di sicurezza conservativo.
L'incapacità dei piloti di interrompere l'atterraggio e di effettuare una riattaccata venne paragonata al successivo incidente mortale del volo Asiana Airlines 214. Nell'incidente di Asiana Airlines, il pilota non riuscì ad interrompere l'atterraggio e ad avviare un "go-around" finché non fu troppo tardi per prevenire l'incidente.
Il comandante Cole è tornato a volare con American Airlines nel 2013.